# Dopady evropské migrační krize v Rakousku

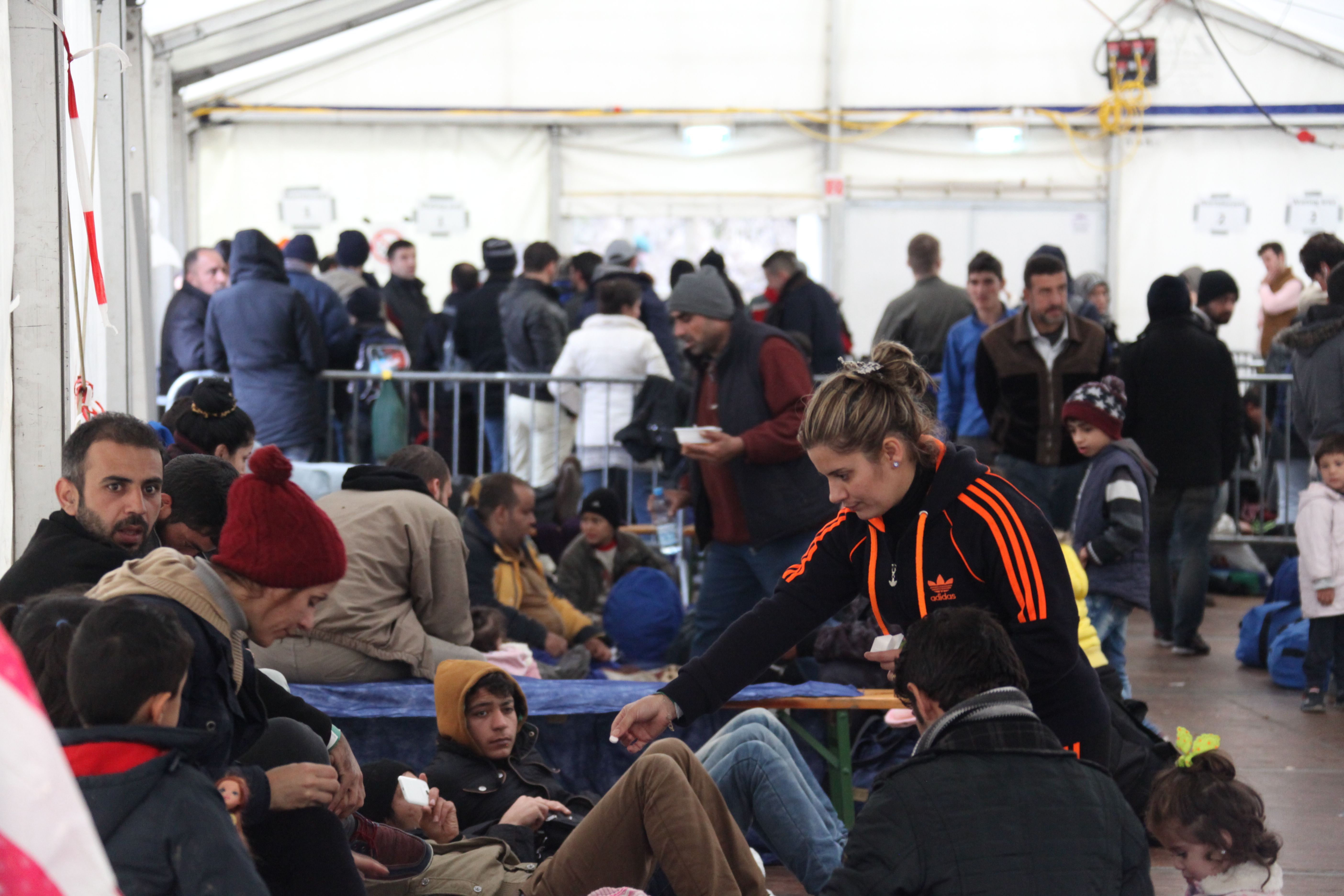
Registrační centrum na rakouských hranicích

Rakousko je výrazně zatíženo takzvanou evropskou migrační krizí, jelikož patří mezi nejčastější cíle imigrantů a v přepočtu na počet obyvatel reálně přijímá druhý nejvyšší počet žádostí o azyl. Zároveň také leží na Balkánské trase, kterou se dostávají imigranti nelegálně do západní Evropy.

## Vývoj krize v roce 2015

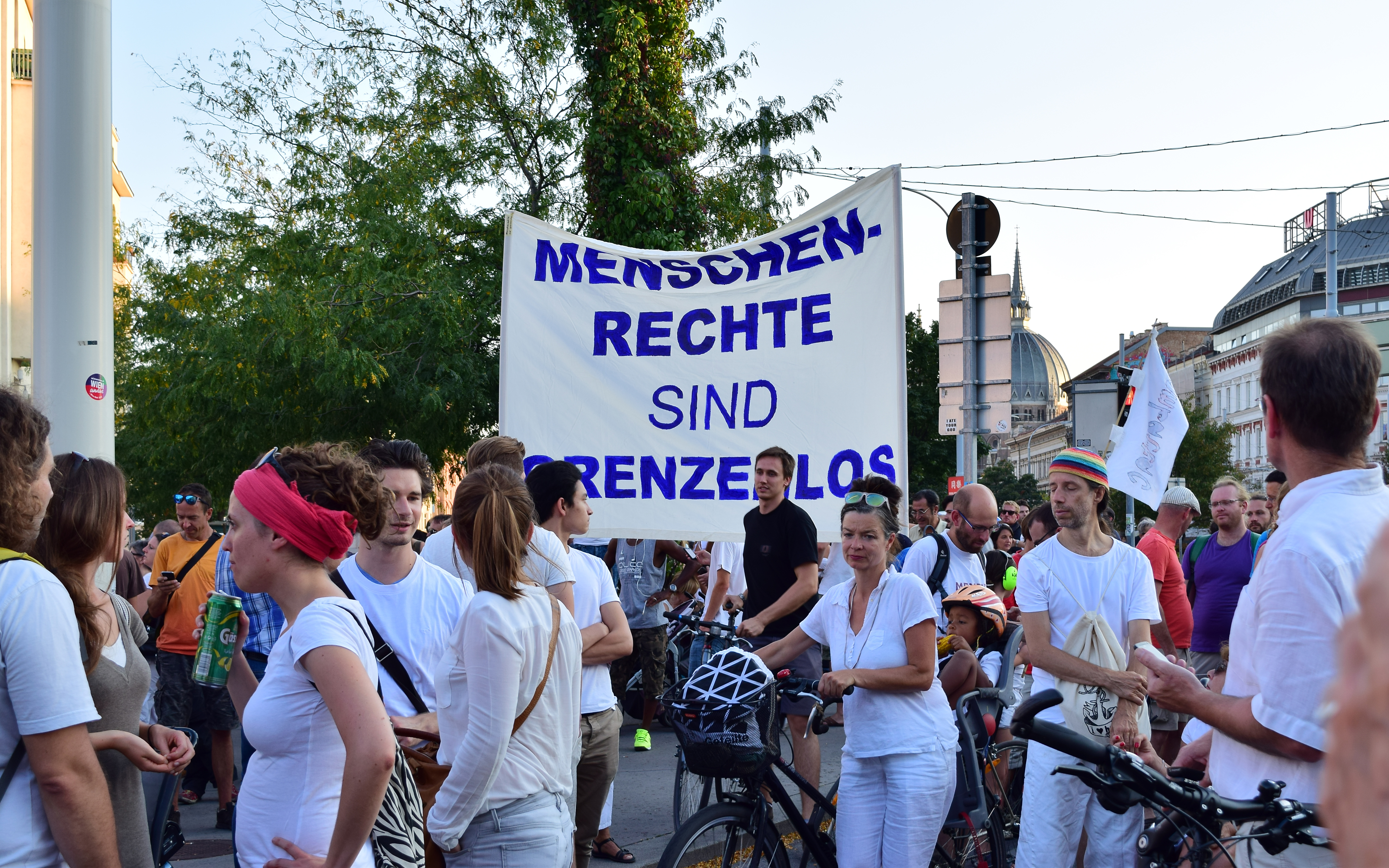
Demonstrace ve Vídni v srpnu 2015 na podporu uprchlíků

Rakousko je jak tranzitní zemí migrantů na Balkánské trase na cestě do Německa, tak i jejich častou cílovou zemí. Migranti, kteří Rakouskem pouze projíždějí a míří do dalších bohatých států západní a severní Evropy se přes tuto zemi přepravují většinou vlaky. Rakousko patří mezi státy s největším počtem žádostí v přepočtu na počet obyvatel, ve třetím čtvrtletí roku 2015 bylo v počtu žadatelů, kteří se v zemi chtěli usadit, vůbec na prvním místě. Začátkem srpna 2015 odhadla rakouská vláda počet žádostí podaných do konce roku 2015 na 80 000, ve skutečnosti představoval počet žadatelů o azyl asi 90 000 lidí. Kapacity pro ubytování migrantů byly vlivem jejich velkého náporu na mnoha místech zcela vyčerpané a imigranti tak museli dočasně přenocovat v provizorních podmínkách. 
V prvních měsících roku 2015 byl počet migrantů přicházejících do Rakouska v porovnání s rokem 2014 o 140 % vyšší. V červnu bylo na několik dní pozastaveno vyřizování žádostí o azyl s neúspěšným cílem vytvořit na ostatní země EU tlak k přijetí migračních kvót. Na začátku září 2015 umožnilo Rakousko průjezd několika vlaků se zhruba 10 000 imigranty, směřujícími z Maďarska do Německa v rámci jedné rozsáhlé migrační vlny utvořené na přelomu srpna a září 2015. Dne 10. září na několik týdnů rakouské dráhy přerušily provoz na hlavní železniční trati vedoucí do Maďarska kvůli přeplněnosti vlaků migranty.
Během září 2015 přicházelo do Rakouska kolem 10 000 migrantů denně, v některých dnech se jejich počet vyšplhal až ke 13 000, což činilo vážný kapacitní i humanitární problém.  Do 15. října 2015 vedla hlavní migrační trasa z Maďarska přes severně položené rakouské spolkové země do Německa; vlivem výstavby maďarského pohraničního plotu ale přicházejí od října imigranti do Rakouska z jihu ze Slovinska. Slovinsko-rakouskou hranici překračují migranti nejčastěji u měst Šentilj ve Slovinsku a Spielfeld v Rakousku, kde byla dne 13. listopadu 2015 zahájena stavba 3,7 km dlouhého plotu, jenž byl dokončen ještě v průběhu listopadu téhož roku. Na rozdíl od maďarského pohraničního plotu neměl běžencům zabránit ve vstupu do země, ale jeho cílem bylo pouze usměrnit migrační proud k určeným registračním centrům na hranici. Během měsíců října a listopadu 2015 přicházelo do země téměř 8 000 nových migrantů denně, v prosinci se jejich počet snížil.

## Stanoviska rakouské vlády
Rakouská vláda patřila na rozdíl od části středoevropských a východoevropských států k největším podporovatelům kvót na přerozdělení žadatelů o azyl mezi všechny členské státy EU, schválených v druhé polovině září 2015, kdy hlasovala pro jejich přijetí. Tamní vláda neustále zdůrazňovala nutnost solidarity a celoevropského řešení migrační krize; přesto začátkem roku 2016 stanovila horní hranici počtu přijímaných migrantů a rozhodla o vpuštění pouze určitého množství lidí do země. Stejně jako v jiných zemích, i v Rakousku roste nespokojenost se způsobem řešení migrační krize ze strany tamní vlády, což má za následek posilování euroskeptických názorů, které ale není tak výrazné, jako v některých jiných zemích Evropské unie. Zatímco zpočátku byla rakouská vláda podobně jako německá nakloněná přijímání imigrantů, postupem času se začal výrazněji prosazovat realistický přístup. Rakouský kancléř Werner Faymann opakovaně kritizoval přístup Řecka k migrační krizi i politiku německé kancléřky Merkelové, když apeloval na německou vládu, aby stanovila horní limit přijímaných migrantů a navrhl převážení migrantů z okolí válečných oblastí rovnou do Německa.

## Vývoj krize v roce 2016

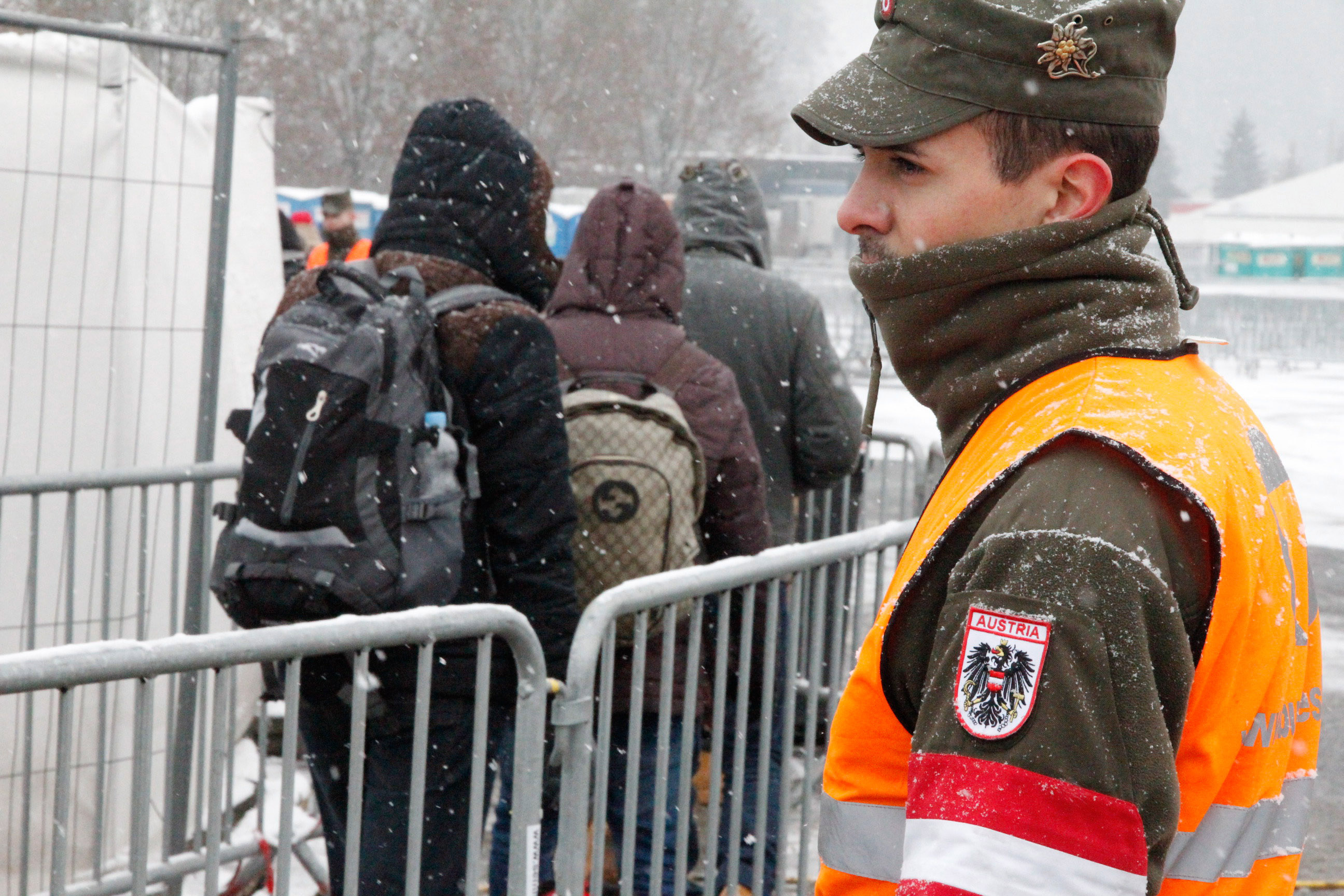
Zimní měsíce komplikovaly cestu migrantů, slovinsko-rakouská hranice

Dne 22. prosince 2015 odhadla rakouská vláda počet migrantů, kteří přijdou v roce 2016, na 120 000 osob. Dne 20. ledna 2016 zároveň oznámila, že počet úspěšných žadatelů o azyl nesmí překročit 37 500 osob v roce 2016, do poloviny roku 2019 jich pak má být maximálně 127 000. Další postup v případě naplnění tohoto limitu ale neoznámila.
Začátkem roku 2016 se počty migrantů přicházejících do Rakouska snížily a do země v tomto období mířilo kolem 2 000 lidí za den. Na konci února Rakousko společně s dalšími zeměmi ležícími na Balkánské migrační trase začalo denně pouštět do země maximálně 580 migrantů. Rakouská vláda se kvůli těmto krokům dostala do sporu s německou kancléřkou Merkelovou. Po uzavření makedonsko-řecké hranice na konci února 2016 se počet nových imigrantů snížil jen na několik stovek denně.